# Armeens voetbalelftal (mannen)
Het Armeens voetbalelftal is een team van voetballers dat Armenië vertegenwoordigt in internationale wedstrijden en competities, zoals de kwalificatiereeksen voor het WK en het EK en in de UEFA Nations League. Na de Armeense onafhankelijkheid in 1990 speelde het twee jaar later de eerste officiële interland.

## Geschiedenis

### 1992 tot 2010: De beginjaren
Bij het uiteenvallen van de Sovjet-Unie werd Armenië een onafhankelijk land. In 1992 speelde het zijn eerste interland tegen Moldavië. De wedstrijd eindigde in een 0-0 gelijkspel. Armenië deed voor het eerst mee aan de kwalificatiereeks voor het EK 1996. Er werd alleen van Macedonië gewonnen en men eindigde op de laatste plaats in de groep. Tijdens de eerste kwalificatiereeks voor het WK, het WK 1998, hield Armenië zowel Portugal als Oekraïne op een gelijkspel en wist het zowel Albanië als Noord-Ierland achter zich te houden in de groep. In de volgende kwalificatietoernooien eindigde het land steeds op de voorlaatste of laatste plaats in zijn groep, de voornaamste overwinningen werden geboekt tegen Noord-Ierland (EK 2004, twee zeges), Polen (EK 2008) en België (WK 2010).

### 2010-2014: Opleving van korte duur

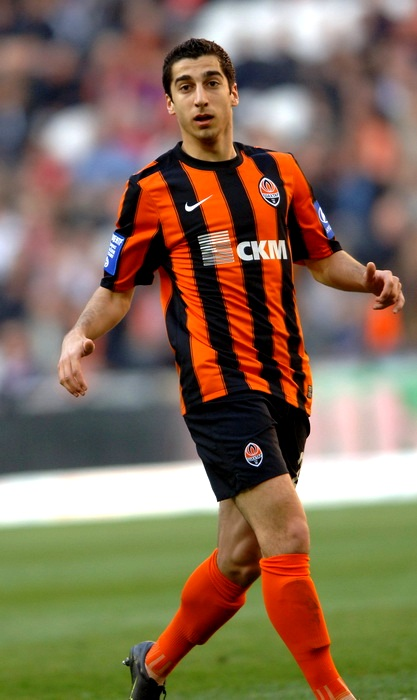
Henrich Mchitarjan

#### EK 2012
Voor het EK van 2012 had Armenië een sterke kwalificatie met twee zeges op Slowakije als hoogtepunt. In de laatste wedstrijd moest men van Ierland winnen om de tweede plaats te behalen achter Rusland. Doelman Berezovsky kreeg in de 25e minuut de rode kaart voorgehouden van scheidsrechter Eduardo Iturralde González nadat hij buiten het eigen strafschopgebied hands zou hebben gemaakt. Tv-beelden toonden echter aan dat hij de bal tegen de borst kreeg. De Ierse aanvaller Simon Cox maakte juist wél hands net voordat hij de bal tegen Berezovsky aanschoot. Dat werd door de arbitrage echter niet waargenomen. Armenië verloor de wedstrijd en de Armeense voetbalbond ging tevergeefs in beroep bij de UEFA om de wedstrijd ongeldig te verklaren. De destijds bij Sjachtar Donetsk spelende Henrich Mchitarjan scoorde zes doelpunten in de kwalificatiereeks en groeide uit tot een internationale ster.

#### WK 2014
Wisselvallig waren de resultaten in het kwalificatietoernooi voor het WK 2014, de start was zwak met één zege en vier nederlagen, dieptepunt was een thuisnederlaag tegen Malta. Vier dagen later werd Denemarken weggeveegd in Kopenhagen (0-4) en na een nieuwe uitzege (1-2 bij Tsjechië) kwam de tweede plaats in de groep weer in zicht. De achtste wedstrijd tegen Denemarken werd beslissend, maar in Yerevan werd met 0-1 verloren. Armenië eindigde op de vijfde plaats in zijn groep met slechts drie punten achterstand op nummer twee Denemarken. Vier van de vijf thuiswedstrijden gingen verloren, maar in uitwedstrijden werd maar één nederlaag geleden.

### 2014 en verder: Terugval
Mchitarjan speelde later voor Borussia Dortmund, Manchester United en Arsenal, maar het nationale team maakte geen stappen meer. In het kwalificatietoernooi voor het EK 2016 werden zes van de acht wedstrijden verloren en werd de ploeg laatste. Voor het WK van 2018 waren er alleen thuisoverwinningen op Montenegro en Kazachstan, pijnlijk waren vooral de thuisnederlagen tegen Roemenië (0–5) en Polen (1–6). In de Nations League werd wel succes geboekt; Armenië eindigde achter Noord-Macedonië, maar voor Gibraltar en Liechtenstein als tweede in de groep en promoveerde daarmee van Divisie D naar C. De kwalificatie voor het EK van 2020 was echter weer tegenvallend, met drie overwinningen in 10 wedstrijden (4–2 tegen Bosnië en Herzegovina, 2–3 bij Griekenland en 3–0 tegen Liechtenstein). Dieptepunt tijdens deze kwalificatiereeks was een 9–1 tegen Italië.

### 2020: korte opleving
Toen in maart 2020 Joaquín Caparrós bondscoach werd, werden er aanvankelijk goede prestaties geleverd. In de Nations League werd het in divisie C eerste in de poule met Noord-Macedonië, Georgië en Estland met 11 punten uit 6 wedstrijden. Hierdoor promoveerden de Armeniërs naar divisie B van de daaropvolgende editie van de Nations League. In de kwalificatie voor het WK 2022 deed Armenië het aanvankelijk ook verdienstelijk. Armenië won de eerste 3 wedstrijden (een 0–1 uitzege op Liechtenstein, een 2–0 thuisoverwinning tegen IJsland en een zwaarbevochten 3–2 tegen Roemenië) en speelde daarna gelijk (0–0 tegen Noord-Macedonië). Zo was Armenië na de vierde speelronde koploper. In speelronde 5 trof Armenië Duitsland en dat werd de eerste nederlaag in 10 wedstrijden voor Armenië. Hierdoor werd het na de vijfde wedstrijd tweede in de groep. Daarna bleven verdere verrassingen uit en eindigde Armenië op plek 4 in de poule. 
In het derde seizoen van de Nations League kwam Armenië uit in divisie B. Armenië begon met een wedstrijd tegen Ierland die werd gewonnen met 1–0. Daarna volgden vijf nederlagen waardoor Armenië weer degradeerde naar divisie C.

## Deelnames aan internationale toernooien

### Wereldkampioenschap
| Wereldkampioenschap voetbal | Wereldkampioenschap voetbal | Wereldkampioenschap voetbal | Wereldkampioenschap voetbal | Wereldkampioenschap voetbal | Wereldkampioenschap voetbal | Wereldkampioenschap voetbal | Wereldkampioenschap voetbal | Wereldkampioenschap voetbal |
| Jaar                        | Ronde                       | Wed.                        | W                           | G                           | V                           | DV                          | DT                          |                             |
| --------------------------- | --------------------------- | --------------------------- | --------------------------- | --------------------------- | --------------------------- | --------------------------- | --------------------------- | --------------------------- |
| 1930–1990                   | Bij Sovjet-Unie             | Bij Sovjet-Unie             | Bij Sovjet-Unie             | Bij Sovjet-Unie             | Bij Sovjet-Unie             | Bij Sovjet-Unie             | Bij Sovjet-Unie             | Bij Sovjet-Unie             |
| 1994                        | Geen deelname               | Geen deelname               | Geen deelname               | Geen deelname               | Geen deelname               | Geen deelname               | Geen deelname               |                             |
| 1998                        | Niet gekwalificeerd         | Niet gekwalificeerd         | Niet gekwalificeerd         | Niet gekwalificeerd         | Niet gekwalificeerd         | Niet gekwalificeerd         | Niet gekwalificeerd         |                             |
| 2002                        | Niet gekwalificeerd         | Niet gekwalificeerd         | Niet gekwalificeerd         | Niet gekwalificeerd         | Niet gekwalificeerd         | Niet gekwalificeerd         | Niet gekwalificeerd         |                             |
| 2006                        | Niet gekwalificeerd         | Niet gekwalificeerd         | Niet gekwalificeerd         | Niet gekwalificeerd         | Niet gekwalificeerd         | Niet gekwalificeerd         | Niet gekwalificeerd         |                             |
| 2010                        | Niet gekwalificeerd         | Niet gekwalificeerd         | Niet gekwalificeerd         | Niet gekwalificeerd         | Niet gekwalificeerd         | Niet gekwalificeerd         | Niet gekwalificeerd         |                             |
| 2014                        | Niet gekwalificeerd         | Niet gekwalificeerd         | Niet gekwalificeerd         | Niet gekwalificeerd         | Niet gekwalificeerd         | Niet gekwalificeerd         | Niet gekwalificeerd         |                             |
| 2018                        | Niet gekwalificeerd         | Niet gekwalificeerd         | Niet gekwalificeerd         | Niet gekwalificeerd         | Niet gekwalificeerd         | Niet gekwalificeerd         | Niet gekwalificeerd         |                             |
| 2022                        | Niet gekwalificeerd         | Niet gekwalificeerd         | Niet gekwalificeerd         | Niet gekwalificeerd         | Niet gekwalificeerd         | Niet gekwalificeerd         | Niet gekwalificeerd         | Niet gekwalificeerd         |
| Totaal                      | 0 keer                      | 0                           | 0                           | 0                           | 0                           | 0                           | 0                           |                             |

### Europees kampioenschap
| Europees kampioenschap voetbal | Europees kampioenschap voetbal | Europees kampioenschap voetbal | Europees kampioenschap voetbal | Europees kampioenschap voetbal | Europees kampioenschap voetbal | Europees kampioenschap voetbal | Europees kampioenschap voetbal | Europees kampioenschap voetbal |
| Jaar                           | Ronde                          | Wed.                           | W                              | G                              | V                              | DV                             | DT                             | Kwal                           |
| ------------------------------ | ------------------------------ | ------------------------------ | ------------------------------ | ------------------------------ | ------------------------------ | ------------------------------ | ------------------------------ | ------------------------------ |
| 1996                           | Niet gekwalificeerd            | Niet gekwalificeerd            | Niet gekwalificeerd            | Niet gekwalificeerd            | Niet gekwalificeerd            | Niet gekwalificeerd            | Niet gekwalificeerd            | Niet gekwalificeerd            |
| 2000                           | Niet gekwalificeerd            | Niet gekwalificeerd            | Niet gekwalificeerd            | Niet gekwalificeerd            | Niet gekwalificeerd            | Niet gekwalificeerd            | Niet gekwalificeerd            | Niet gekwalificeerd            |
| 2004                           | Niet gekwalificeerd            | Niet gekwalificeerd            | Niet gekwalificeerd            | Niet gekwalificeerd            | Niet gekwalificeerd            | Niet gekwalificeerd            | Niet gekwalificeerd            | Niet gekwalificeerd            |
| 2008                           | Niet gekwalificeerd            | Niet gekwalificeerd            | Niet gekwalificeerd            | Niet gekwalificeerd            | Niet gekwalificeerd            | Niet gekwalificeerd            | Niet gekwalificeerd            | Niet gekwalificeerd            |
| 2012                           | Niet gekwalificeerd            | Niet gekwalificeerd            | Niet gekwalificeerd            | Niet gekwalificeerd            | Niet gekwalificeerd            | Niet gekwalificeerd            | Niet gekwalificeerd            | Niet gekwalificeerd            |
| 2016                           | Niet gekwalificeerd            | Niet gekwalificeerd            | Niet gekwalificeerd            | Niet gekwalificeerd            | Niet gekwalificeerd            | Niet gekwalificeerd            | Niet gekwalificeerd            | Niet gekwalificeerd            |
| 2020                           | Niet gekwalificeerd            | Niet gekwalificeerd            | Niet gekwalificeerd            | Niet gekwalificeerd            | Niet gekwalificeerd            | Niet gekwalificeerd            | Niet gekwalificeerd            | Niet gekwalificeerd            |
| 2024                           | Niet gekwalificeerd            | Niet gekwalificeerd            | Niet gekwalificeerd            | Niet gekwalificeerd            | Niet gekwalificeerd            | Niet gekwalificeerd            | Niet gekwalificeerd            | Niet gekwalificeerd            |
| Totaal                         | 0 keer                         | 0                              | 0                              | 0                              | 0                              | 0                              | 0                              |                                |

### UEFA Nations League
| 2018–19 | D | 45e           | 6             | 3             | 1             | 2             | 14            | 8             | Stabiel       |
| 2020–21 | C | 36e           | 6             | 3             | 2             | 1             | 9             | 6             | Gestegen      |
| 2022–23 | B | 31e           | 6             | 1             | 0             | 5             | 4             | 17            | Gedaald       |
| 2024–25 | C | Start in 2024 | Start in 2024 | Start in 2024 | Start in 2024 | Start in 2024 | Start in 2024 | Start in 2024 | Start in 2024 |

## Huidige selectie
Bijgewerkt tot en met 23 maart 2025, de interland tegen  Georgië in de kwalificatie voor het WK 2026.
| Nr.         | Naam                     | Wed. | Dlpnt. | Club                 |
| ----------- | ------------------------ | ---- | ------ | -------------------- |
| Doel        |                          |      |        |                      |
| 1           | Ognjen Čančarević        | 19   | 0      | FC Noah              |
| 12          | Arsen Beglarjan          | 1    | 0      | FC Van               |
| 16          | Henri Avagjan            | 1    | 0      | FC Ararat            |
| Verdediging |                          |      |        |                      |
| 2           | Edgar Grigorjan          | 5    | 0      | FC Ararat            |
| 3           | Varazdat Harojan         | 91   | 4      | Pjoenik Jerevan      |
| 4           | Georgi Haroetjunjan      | 22   | 0      | Puskás Akadémia      |
| 5           | Stjopa Mkrtsjan          | 19   | 0      | NK Osijek            |
| 13          | Kamo Hovhannisjan        | 87   | 3      | FC Ararat            |
| 19          | Hovhannes Hambardzoemjan | 52   | 4      | FC Noah              |
| 19          | Petik Manoekjan          | 0    | 0      | BKMA Jerevan         |
| 22          | Sergej Moeradjan         | 8    | 0      | FC Noah              |
| Middenveld  |                          |      |        |                      |
| 6           | Ugochukwu Iwu            | 17   | 0      | Roebin Kazan         |
| 8           | Solomon Udo              | 22   | 0      | Pjoenik Jerevan      |
| 14          | Gor Manveljan            | 6    | 1      | FC Noah              |
| 20          | Artak Dasjan             | 27   | 2      | FC Noah              |
| 21          | Nair Tiknizjan           | 20   | 1      | Lokomotiv Moskou     |
| Aanval      |                          |      |        |                      |
| 7           | Edgar Sevikjan           | 15   | 2      | Lokomotiv Moskou     |
| 9           | Artoer Serobjan          | 19   | 0      | Sheriff Tiraspol     |
| 10          | Narek Grigorjan          | 8    | 0      | Farul Constanța      |
| 11          | Tigran Barseghjan        | 60   | 9      | Slovan Bratislava    |
| 15          | Nicholas Kaloukian       | 1    | 0      | FC Urartu            |
| 15          | Arajik Elojan            | 0    | 0      | BKMA Jerevan         |
| 17          | Grant-Leon Ranos         | 17   | 4      | 1. FC Kaiserslautern |
| 18          | Artoer Miranjan          | 14   | 1      | Universitatea Cluj   |
| 23          | Vahan Bitsjachtsjan      | 42   | 5      | Legia Warschau       |

## FIFA-wereldranglijst[2]
| 1994 | 1995 | 1996 | 1997 | 1998 | 1999 | 2000 | 2001 | 2002 | 2003 | 2004 | 2005 | 2006 | 2007 | 2008 | 2009 | 2010 | 2011 | 2012 | 2013 | 2014 | 2015 | 2016 | 2017 | 2018 | 2019 | 2020 | 2021 | 2022 | 2023 | 2024 |
| ---- | ---- | ---- | ---- | ---- | ---- | ---- | ---- | ---- | ---- | ---- | ---- | ---- | ---- | ---- | ---- | ---- | ---- | ---- | ---- | ---- | ---- | ---- | ---- | ---- | ---- | ---- | ---- | ---- | ---- | ---- |
| 141  | 113  | 106  | 105  | 100  | 85   | 90   | 95   | 107  | 113  | 119  | 108  | 123  | 93   | 113  | 100  | 60   | 46   | 75   | 35   | 79   | 123  | 86   | 90   | 101  | 101  | 99   | 88   | 95   | 93   | 100  |

## Statistieken

### Van jaar tot jaar
- Bijgewerkt tot en met wedstrijd tegen  Letland (2-1) op 17 november 2024.

| Jaar | Wedstrijden | Wedstrijden | Wedstrijden | Wedstrijden | Doelpunten | Doelpunten | Doelpunten | Punten |
| Jaar | Duels       | Winst       | Gelijk      | Verlies     | Voor       | Tegen      | Saldo      | Punten |
| ---- | ----------- | ----------- | ----------- | ----------- | ---------- | ---------- | ---------- | ------ |
| 1992 | 1           | 0           | 1           | 0           | 0          | 0          | 0          | 1.000  |
|      |             |             |             |             |            |            |            |        |
| 1994 | 5           | 1           | 1           | 3           | 1          | 5          | –4         | 0.600  |
| 1995 | 7           | 1           | 1           | 5           | 5          | 13         | –8         | 0.429  |
| 1996 | 9           | 1           | 3           | 5           | 5          | 23         | –18        | 0.556  |
| 1997 | 9           | 1           | 2           | 6           | 5          | 26         | –21        | 0.444  |
| 1998 | 5           | 3           | 1           | 1           | 6          | 4          | +2         | 1.400  |
| 1999 | 9           | 1           | 1           | 7           | 5          | 15         | –10        | 0.333  |
| 2000 | 9           | 2           | 3           | 4           | 11         | 13         | –2         | 0.778  |
| 2001 | 8           | 1           | 4           | 3           | 6          | 14         | –8         | 0.750  |
| 2002 | 3           | 1           | 1           | 1           | 4          | 4          | 0          | 1.000  |
| 2003 | 7           | 2           | 0           | 5           | 5          | 14         | –9         | 0.571  |
| 2004 | 9           | 2           | 2           | 5           | 8          | 17         | –9         | 0.667  |
| 2005 | 9           | 2           | 1           | 6           | 8          | 16         | –8         | 0.556  |
| 2006 | 6           | 0           | 1           | 5           | 0          | 9          | –9         | 0.167  |
| 2007 | 12          | 3           | 4           | 5           | 7          | 12         | –5         | 0.833  |
| 2008 | 10          | 3           | 2           | 5           | 7          | 17         | –10        | 0.800  |
| 2009 | 8           | 1           | 2           | 5           | 6          | 14         | –8         | 0.500  |
| 2010 | 7           | 3           | 1           | 3           | 14         | 11         | +3         | 1.000  |
| 2011 | 8           | 3           | 1           | 4           | 14         | 11         | +2         | 0.875  |
| 2012 | 9           | 4           | 0           | 5           | 13         | 12         | +1         | 0.889  |
| 2013 | 9           | 3           | 2           | 4           | 11         | 12         | –1         | 0.889  |
| 2014 | 9           | 1           | 1           | 7           | 8          | 23         | –15        | 0.333  |
| 2015 | 6           | 0           | 1           | 5           | 3          | 14         | –11        | 0.167  |
| 2016 | 8           | 3           | 1           | 4           | 15         | 14         | +1         | 0.875  |
| 2017 | 9           | 4           | 1           | 4           | 18         | 19         | –1         | 1.000  |
| 2018 | 10          | 3           | 4           | 3           | 15         | 10         | +5         | 1.000  |
| 2019 | 10          | 3           | 1           | 6           | 14         | 25         | –11        | 0.700  |
| 2020 | 6           | 3           | 2           | 1           | 9          | 6          | +3         | 1.334  |
| 2021 | 12          | 3           | 4           | 5           | 11         | 24         | –13        | 0.833  |
| 2022 | 8           | 2           | 0           | 6           | 5          | 26         | –21        | 0.750  |
| 2023 | 10          | 2           | 3           | 5           | 12         | 16         | -4         | 0.700  |
| 2024 | 10          | 3           | 1           | 6           | 12         | 15         | -3         | 0.700  |

### Tegenstanders
- Bijgewerkt tot en met de wedstrijd tegen  Letland (2-1) op 17 november 2024.

| Tegenstander         | Wed. | W | G | V | DV | DT | DS  |
| -------------------- | ---- | - | - | - | -- | -- | --- |
| Albanië              | 5    | 1 | 1 | 3 | 5  | 8  | –3  |
| Algerije             | 1    | 0 | 0 | 1 | 1  | 3  | –2  |
| Andorra              | 8    | 7 | 1 | 0 | 20 | 2  | +18 |
| België               | 6    | 1 | 0 | 5 | 2  | 11 | −9  |
| Bosnië en Her.       | 4    | 1 | 0 | 3 | 6  | 10 | −4  |
| Bulgarije            | 2    | 1 | 0 | 1 | 2  | 2  | 0   |
| Canada               | 1    | 1 | 0 | 0 | 3  | 1  | +2  |
| Chili                | 1    | 0 | 0 | 1 | 0  | 7  | −7  |
| Cyprus               | 7    | 1 | 2 | 4 | 8  | 14 | −6  |
| Denemarken           | 8    | 1 | 1 | 6 | 7  | 13 | −6  |
| Duitsland            | 5    | 0 | 0 | 5 | 3  | 25 | −22 |
| Ecuador              | 1    | 0 | 0 | 1 | 0  | 3  | −3  |
| El Salvador          | 1    | 1 | 0 | 0 | 4  | 0  | +4  |
| Estland              | 7    | 2 | 3 | 2 | 7  | 7  | 0   |
| Faeröer              | 2    | 0 | 1 | 1 | 2  | 3  | -1  |
| Finland              | 6    | 0 | 1 | 5 | 1  | 11 | −10 |
| Frankrijk            | 5    | 0 | 0 | 5 | 2  | 14 | −12 |
| Georgië              | 7    | 2 | 2 | 3 | 8  | 14 | −6  |
| Gibraltar            | 2    | 1 | 0 | 1 | 6  | 3  | +3  |
| Griekenland          | 6    | 1 | 1 | 4 | 3  | 7  | −4  |
| Guatemala            | 2    | 1 | 1 | 0 | 8  | 2  | +6  |
| Hongarije            | 1    | 0 | 0 | 1 | 0  | 2  | −2  |
| Ierland              | 4    | 1 | 0 | 3 | 4  | 6  | −2  |
| IJsland              | 5    | 1 | 2 | 2 | 3  | 5  | −2  |
| Iran                 | 1    | 0 | 0 | 1 | 1  | 3  | −2  |
| Israël               | 1    | 0 | 0 | 1 | 0  | 2  | −2  |
| Italië               | 4    | 0 | 1 | 3 | 5  | 17 | −12 |
| Jordanië             | 1    | 0 | 1 | 0 | 0  | 0  | 0   |
| Kazachstan           | 8    | 5 | 2 | 1 | 14 | 7  | +7  |
| Koeweit              | 1    | 0 | 0 | 1 | 1  | 3  | −2  |
| Kosovo               | 1    | 0 | 0 | 1 | 0  | 1  | −1  |
| Kroatië              | 3    | 0 | 1 | 2 | 1  | 3  | -2  |
| Letland              | 6    | 3 | 1 | 2 | 8  | 7  | +1  |
| Libanon              | 1    | 1 | 0 | 0 | 1  | 0  | +1  |
| Liechtenstein        | 6    | 3 | 3 | 0 | 10 | 5  | +5  |
| Litouwen             | 4    | 2 | 0 | 2 | 6  | 7  | −1  |
| Luxemburg            | 1    | 0 | 1 | 0 | 1  | 1  | 0   |
| Malta                | 6    | 4 | 1 | 1 | 5  | 2  | +3  |
| Marokko              | 1    | 0 | 0 | 1 | 0  | 6  | −6  |
| Moldavië             | 5    | 1 | 3 | 1 | 5  | 7  | −2  |
| Montenegro           | 3    | 2 | 0 | 1 | 5  | 6  | −1  |
| Nederland            | 2    | 0 | 0 | 2 | 0  | 3  | −3  |
| Noord-Ierland        | 4    | 2 | 2 | 0 | 3  | 1  | +2  |
| Noord-Macedonië      | 14   | 4 | 3 | 8 | 18 | 27 | −9  |
| Noorwegen            | 3    | 0 | 1 | 2 | 1  | 13 | −12 |
| Oekraïne             | 10   | 0 | 3 | 7 | 8  | 25 | −17 |
| Oezbekistan          | 2    | 2 | 0 | 0 | 5  | 1  | +4  |
| Panama               | 1    | 0 | 1 | 0 | 1  | 1  | 0   |
| Paraguay             | 2    | 1 | 0 | 1 | 2  | 3  | −1  |
| Peru                 | 1    | 0 | 0 | 1 | 0  | 4  | −4  |
| Polen                | 7    | 1 | 1 | 5 | 4  | 15 | −11 |
| Portugal             | 6    | 0 | 2 | 4 | 4  | 9  | −5  |
| Roemenië             | 7    | 1 | 1 | 5 | 4  | 15 | −11 |
| Rusland              | 5    | 0 | 1 | 4 | 1  | 10 | −9  |
| Saint Kitts en Nevis | 1    | 1 | 0 | 0 | 5  | 0  | +5  |
| Schotland            | 2    | 0 | 0 | 2 | 1  | 6  | −5  |
| Servië               | 5    | 0 | 2 | 3 | 1  | 8  | −7  |
| Slovenië             | 1    | 0 | 0 | 1 | 1  | 2  | −1  |
| Slowakije            | 2    | 2 | 0 | 0 | 7  | 1  | +6  |
| Spanje               | 6    | 0 | 0 | 6 | 1  | 16 | −15 |
| Tsjechië             | 6    | 1 | 0 | 5 | 4  | 16 | −12 |
| Turkije              | 4    | 0 | 1 | 3 | 2  | 7  | −5  |
| Turkmenistan         | 1    | 1 | 0 | 0 | 1  | 0  | +1  |
| V.A.E.               | 1    | 1 | 0 | 0 | 4  | 3  | +1  |
| Verenigde Staten     | 1    | 0 | 0 | 1 | 0  | 1  | −1  |
| Wales                | 4    | 1 | 3 | 0 | 7  | 5  | +2  |
| Wit-Rusland          | 7    | 2 | 2 | 3 | 9  | 9  | 0   |
| Zweden               | 1    | 0 | 0 | 1 | 1  | 3  | −2  |

## Bekende spelers
FFA · A-internationals · Bondscoaches · Statistieken · Armeens vrouwenelftal · Armenië U21 · Armenië U20 · Armenië U19 · Armenië U18 · Armenië U17 · Armenië U16
1992 – 1999 ·
2000 – 2009 ·
2010 – 2019 ·
2020 – 2029
1992 ·
1993 · 
1994 ·
1995 ·
1996 ·
1997 ·
1998 ·
1999 ·
2000 ·
2001 ·
2002 ·
2003 ·
2004 ·
2005 ·
2006 ·
2007 ·
2008 ·
2009 ·
2010 ·
2011 ·
2012 ·
2013 ·
2014 ·
2015 ·
2016 ·
2017 ·
2018 ·
2019 ·
2020 ·
2021 ·
2022 ·
2023 ·
2024
Albanië ·
Algerije ·
Andorra ·
België ·
Bosnië en Herzegovina ·
Bulgarije ·
Canada ·
Chili ·
Cyprus ·
Denemarken ·
Duitsland ·
Ecuador ·
El Salvador ·
Estland ·
Faeröer ·
Finland ·
Frankrijk ·
Georgië ·
Gibraltar ·
Griekenland ·
Guatemala ·
Hongarije ·
Ierland ·
IJsland ·
Iran ·
Israël ·
Italië ·
Jordanië ·
Kazachstan ·
Koeweit ·
Kosovo ·
Kroatië ·
Letland ·
Libanon ·
Liechtenstein ·
Litouwen ·
Luxemburg ·
Malta ·
Marokko ·
Moldavië ·
Montenegro ·
Nederland ·
Noord-Ierland ·
Noord-Macedonië ·
Noorwegen ·
Oekraïne ·
Oezbekistan ·
Panama ·
Paraguay ·
Peru ·
Polen ·
Portugal ·
Roemenië ·
Rusland ·
Saint Kitts en Nevis ·
Schotland ·
Servië ·
Slovenië ·
Slowakije ·
Spanje ·
Tsjechië ·
Turkije ·
Turkmenistan ·
Verenigde Arabische Emiraten ·
Verenigde Staten ·
Wales ·
Wit-Rusland ·
Zweden
 Albanië ·  Andorra ·  Armenië ·  Azerbeidzjan ·  België ·  Bosnië en Herzegovina ·  Bulgarije ·  Cyprus ·  Denemarken ·  Duitsland ·  Engeland ·  Estland ·  Faeröer ·  Finland ·  Frankrijk ·  Georgië ·  Gibraltar ·  Griekenland ·  Hongarije ·  Ierland ·  IJsland ·  Israël ·  Italië ·  Kazachstan ·  Kosovo ·  Kroatië ·  Letland ·  Liechtenstein ·  Litouwen ·  Luxemburg ·  Malta ·  Moldavië ·  Montenegro ·  Nederland ·  Noord-Ierland ·  Noord-Macedonië ·  Noorwegen ·  Oekraïne ·  Oostenrijk ·  Polen ·  Portugal ·  Roemenië ·  Rusland ·  San Marino ·  Schotland ·  Servië ·  Slovenië ·  Slowakije ·  Spanje ·  Tsjechië ·  Turkije ·  Wales ·  Wit-Rusland ·  Zweden ·  Zwitserland
 Bohemen ·  Bohemen en Moravië ·  Duitse Democratische Republiek ·  Ierland ·  Joegoslavië ·  Servië en Montenegro ·  Tsjecho-Slowakije ·  GOS ·  Saarland ·  Sovjet-Unie